# Cristián Caro Cordero
Cristián Caro Cordero (Santiago, Chile, 16 de fevereiro de 1943) é um clérigo chileno e arcebispo católico romano emérito de Puerto Montt.
Cristián Caro Cordero estudou medicina na Pontifícia Universidade Católica do Chile antes de encontrar sua vocação como sacerdote. Em 1965 ingressou no seminário de Santiago do Chile e foi ordenado sacerdote em 23 de dezembro de 1973 pelo arcebispo cardeal Raúl Silva Henríquez. Depois de trabalhar como pároco, tornou-se Vigário Episcopal para o Leste da Arquidiocese de Santiago do Chile em maio de 1987, onde permaneceu até julho de 1992.
Em 12 de março de 1991, o Papa João Paulo II o nomeou Bispo Titular de Arcavica e Bispo Auxiliar de Santiago do Chile. O Arcebispo de Santiago do Chile, Carlos Oviedo Cavada OdeM, o consagrou em 14 de abril do mesmo ano; Co-consagrantes foram Carlos González Cruchaga, Bispo de Talca, e Enrique Troncoso Troncoso, Bispo de Iquique. 
Em novembro de 1991, Cristián Caro também se tornou secretário-geral da Conferência Episcopal Chilena.
Em 27 de fevereiro de 2001 foi nomeado arcebispo de Puerto Montt.
A partir de 2015, ele foi acusado de encobrir casos de abuso sexual infantil na Arquidiocese de Puerto Montt. A Congregação para a Doutrina da Fé do Vaticano estava ciente dessas alegações. Cristián Caro Cordero disse em um comunicado de junho de 2018 que havia suspendido os padres em questão em janeiro. Devido a uma investigação sobre casos de abuso ocorridos na época, ele sentiu que era certo não anunciar publicamente essas medidas.
O Papa Francisco aceitou sua aposentadoria em 11 de junho de 2018.